# 帅康集团
帅康是中華人民共和國浙江省的一個家庭廚具品牌和生產商，1984年创办于余姚市，前身是余姚市调谐器配件厂。1992年9月13日，余姚市调谐器配件厂与中国捷丰公司(香港)合资设立宁波乐士厨房设备有限公司，開始轉型家庭廚具生產商。1993年5月18日，第一代帥康牌吸油烟机正式投入批量生产。1995年7月，宁波乐士电器总公司更名為宁波帅康电器总公司，宁波乐士厨房设备有限公司更名为宁波师康厨房设备有限公司。

## 外部連結
- 官方网站